# Номі (Ісікава)

36°26′15″ пн. ш. 136°29′46″ сх. д. / 36.43750° пн. ш. 136.49611° сх. д.
Но́мі (яп. 能美市, のみし, МФА: [nomʲi ɕi̥]) — місто в Японії, в префектурі Ісікава.

## Короткі відомості
Розташоване в південно-західній частині префектури, на березі Японського моря, в басейні річки Теторі. Виникло на основі сільських поселень раннього нового часу. Засноване 1 лютого 2005 року шляхом об'єднання населених повіту Номі — містечок Неаґарі, Терай і Тацунокуті. Основою економіки міста є сільське господарство, рибальство, харчова промисловість, машинобудування. Традиційне ремесло — виробництво кутанійської кераміки. Станом на 1 квітня 2009 площа містечка становила 83,85 км². Станом на 1 липня 2011 населення містечка становило 48 681 осіб.

## Освіта
- Канадзавський університет (додатковий кампус)